# Reprezentacja Urugwaju w piłce siatkowej kobiet
Reprezentacja Urugwaju w piłce siatkowej kobiet – narodowa reprezentacja tego kraju, reprezentująca go na arenie międzynarodowej. Obecnie trzydziesta pierwsza w Rankingu FIVB.

## Sukcesy

### Mistrzostwa Ameryki Południowej
- 2. miejsce – 1951, 1956
- 3. miejsce – 1958, 1969, 1971, 1973

## Udział i miejsca w imprezach

### Mistrzostwa Świata
| Rok  | Kraj           | Miejsce      |
| ---- | -------------- | ------------ |
| 1952 | ZSRR           | brak udziału |
| 1956 | Francja        | brak udziału |
| 1960 | Brazylia       | 9. miejsce   |
| 1962 | ZSRR           | brak udziału |
| 1967 | Japonia        | brak udziału |
| 1970 | Bułgaria       | brak udziału |
| 1974 | Meksyk         | brak udziału |
| 1978 | ZSRR           | brak udziału |
| 1982 | Peru           | brak udziału |
| 1986 | Czechosłowacja | brak udziału |
| 1990 | Chiny          | brak udziału |
| 1994 | Brazylia       | brak udziału |
| 1998 | Japonia        | brak udziału |
| 2002 | Niemcy         | brak udziału |
| 2006 | Japonia        | brak udziału |
| 2010 | Japonia        | brak udziału |
| 2014 | Włochy         | ?            |

### Mistrzostwa Ameryki Południowej
| Rok  | Kraj      | Miejsce      |
| ---- | --------- | ------------ |
| 1951 | Brazylia  | 2. miejsce   |
| 1956 | Urugwaj   | 2. miejsce   |
| 1958 | Brazylia  | 3. miejsce   |
| 1961 | Peru      | brak udziału |
| 1962 | Chile     | brak udziału |
| 1964 | Argentyna | 4. miejsce   |
| 1967 | Brazylia  | 4. miejsce   |
| 1969 | Wenezuela | 3. miejsce   |
| 1971 | Urugwaj   | 3. miejsce   |
| 1973 | Kolumbia  | 3. miejsce   |
| 1975 | Paragwaj  | 4. miejsce   |
| 1977 | Peru      | brak udziału |
| 1979 | Argentyna | 7. miejsce   |
| 1981 | Brazylia  | 6. miejsce   |
| 1983 | Brazylia  | brak udziału |
| 1985 | Wenezuela | brak udziału |
| 1987 | Urugwaj   | 6. miejsce   |
| 1989 | Brazylia  | 6. miejsce   |
| 1991 | Brazylia  | 8. miejsce   |
| 1993 | Peru      | 6. miejsce   |
| 1995 | Brazylia  | 7. miejsce   |
| 1997 | Peru      | 8. miejsce   |
| 1999 | Wenezuela | 5. miejsce   |
| 2001 | Argentyna | 4. miejsce   |
| 2003 | Kolumbia  | brak udziału |
| 2005 | Boliwia   | 5. miejsce   |
| 2007 | Chile     | 4. miejsce   |
| 2009 | Brazylia  | 5. miejsce   |
| 2011 | Peru      | 5. miejsce   |

### Puchar Świata
| Rok  | Kraj    | Miejsce      |
| ---- | ------- | ------------ |
| 1973 | Urugwaj | 10. miejsce  |
| 1977 | Japonia | brak udziału |
| 1981 | Japonia | brak udziału |
| 1985 | Japonia | brak udziału |
| 1989 | Japonia | brak udziału |
| 1991 | Japonia | brak udziału |
| 1995 | Japonia | brak udziału |
| 1999 | Japonia | brak udziału |
| 2003 | Japonia | brak udziału |
| 2007 | Japonia | brak udziału |